# كوبولا

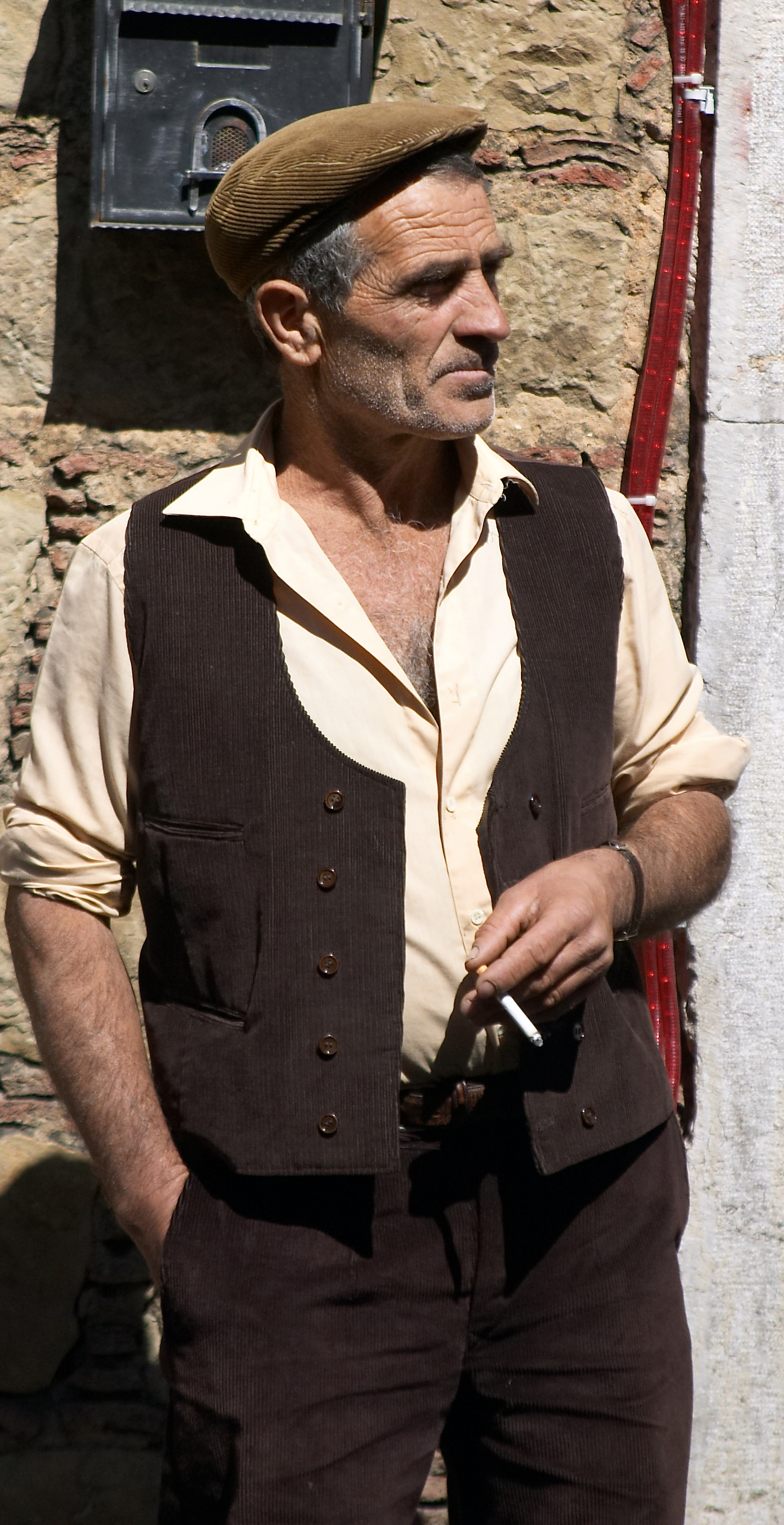
مزارع صقلي يرتدي الكوبولا التقليدية.

الكوبولا هي نوع تقليدي من القبعات المسطحة يرتديها الصقليون. أول من ارتداها هم النبلاء الإنجليز في أواخر القرن الثامن عشر، بينما انتقل استخدامها إلى صقلية في بدايات القرن العشرين كقبعة قيادة، حيث ترتدى عادة خلف عجلة قيادة السيارة. عادة ما تصنع الكوبولا من التويد.
قد تعود أصل التسمية كوبولا إلى التحريف الصقلي لكلمة كاب الإنكليزية. استطراداً، كوبولا في الصقلية تعني رأس. أصبحت كوبولا كلمة شعبية أيضاً في بقية إيطاليا، وسرعان ما أصبحت من مفردات اللغة الإيطالية بالتمديد. اليوم، تعتبر كوبولا على نطاق واسع - على الأقل في إيطاليا - رمزاً للتراث الصقلي. 

## المصدر
- تاريخ الكوبولا

1. ↑  Virgin Express Inflight Magazine - Catania [وصلة مكسورة] نسخة محفوظة 5 يونيو 2008 على موقع واي باك مشين.